# Luis Pardo (poeta)
Luis Pardo fue un militar y poeta español que vivió en los siglos XVI y XVII.

## Biografía
Se conocen muy pocos datos acerca de este hombre, que arribó a Santiago del Estero, Argentina, hacia 1581.  
Casi todo lo que se sabe hoy sobre su vida se debe a Félix Lope de Vega y Carpio, quien lo consideraba un eximio poeta; así lo hace constar en su libro "Laurel de Apolo", publicado en 1630. Por una de las composiciones de este libro conocemos los pocos detalles sobre la vida de Luis Pardo que han alcanzado la actualidad. Como oficial del Ejército Imperial Español, Luis Pardo había combatido «en las contiendas bélicas que hacia entonces España libraba en los Países Bajos» (estrictamente, entre 1567 y 1585). Emergiendo victorioso de aquella guerra, el joven poeta se dedica a descansar un periodo en su natal Andalucía. 
Al regresar de la guerra de Flandes, Luis Pardo trabó relaciones sentimentales con una bella joven, que también estaba relacionada con un «poderoso hombre». En uno de los encuentros sentimentales, los amantes fueron sorprendidos por este poderoso hombre, quien acudió acompañado con dos custodios armados a los que Luis Pardo abatió, viéndose obligado luego a escapar. Por este amor juvenil, se vio obligado a huir «a las Indias». Siguiendo el relato de Lope de Vega, permanece un tiempo en Paraguay, para trasladarse luego a «las argentadas tierras del Tucumán», cuya capital era por entonces la ciudad de Santiago del Estero. 
Se sabe que continuó con su labor literaria porque el Lope de Vega lo considera, cuarenta años más tarde, como un valioso escritor.